# 리젠츠 파크

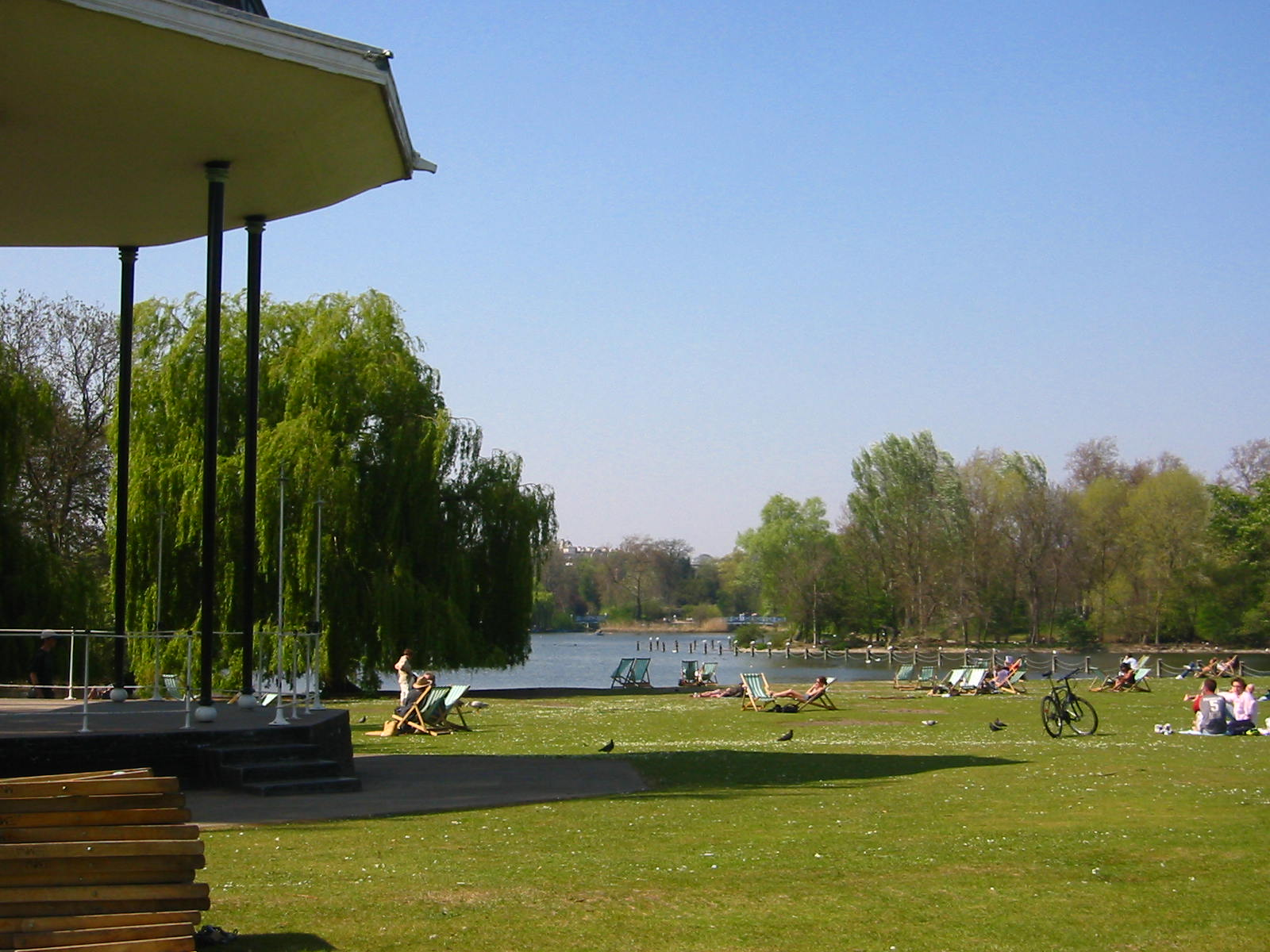
리젠츠 파크

리젠츠 파크(영어: Regent's Park)는 런던 북부에 있는 왕립 공원 및 인근 지역의 명칭이다. 도심의 북서쪽 끝에 위치하며, 런던에서 가장 큰 야외 스포츠 공원이다. 공원의 북쪽에는 런던 동물원이 있으며, 리젠트 운하의 일부와 만난다. 남동쪽으로는 주거 단지가 있고 남쪽에는 셜록 홈즈 박물관과 밀랍 인형 박물관인 마담 투소가 있다.